# Leave Out All the Rest
Leave Out All the Rest, és la tercera cançó del disc Minutes to Midnight, del grup Linkin Park.
S'ha suposat que aquesta cançó seria el cinquè senzill del disc, igual que No More Sorrow, i més tard es va anunciar oficialment que aquesta cançó seria el cinquè senzill del disc, llençat en 14 juliol 2008, i no No More Sorrow. La cançó va arribar a la posició 98, de la llista Billboard Pop 100, fins i tot abans de ser publicada com a senzill, i al lloc 70 de les Hard Rock Streaming Songs en desembre de 2008. El primer títol de la cançó va ser Fear, però, al fer petites variacions en les lletres al llarg del desenvolupament del disc, el títol va canviar a When my time comes i finalment a Leave Out All the Rest. La cançó comença amb una introducció de piano elèctric, seguit dels primers versos. Les lletres parlen sobre algú que va fer males eleccions en el passat i que es va equivocar amb els altres, i que tem a recordar. La cançó, és una mena de confessió a algú estimat.
El vídeo mostra a la banda vivint en hàbitat artificial que s'obre camí a través de la galàxia, i mentre al principi, se'ls veu passar el temps realitzant tasques mundanes, en perdre's la gravetat a bord de la nau, els envia flotant cap al que sembla el Sol o una estrella.
Un dels capítols de CSI: Crime Scene Investigation va prendre el nom de la canço, que va aparèixer en l'episodi emès en 6 de novembre de 2008, i en ell es contenen diversos elements de la cançó.